# والری آبرامیدزه
والری آبرامیدزه (گرجی: ვალერი აბრამიძე؛ زادهٔ ۱۷ ژانویهٔ ۱۹۸۰) بازیکن فوتبال اهل گرجستان است.
از باشگاه‌هایی که در آن بازی کرده است می‌توان به باشگاه فوتبال آنژی مخاچ‌قلعه، باشگاه فوتبال نفتچی باکو، باشگاه فوتبال دینامو تفلیس، باشگاه فوتبال اسپارتاک مسکو، باشگاه فوتبال الیستا، باشگاه فوتبال سیونی بولنیسی، باشگاه فوتبال خزر لنکران، باشگاه فوتبال شماخی، و باشگاه فوتبال خیمکی اشاره کرد.
وی همچنین در تیم‌های ملی فوتبال زیر ۲۱ سال گرجستان و گرجستان بازی کرده است.